# 鄭主敬
鄭主敬（1469年—？年），字直夫，福建兴化府仙游县人，明朝政治人物。

## 生平
治《詩經》，行二，由縣學生中式丁卯科（1507年）福建鄉試第四十一名舉人，年四十歲中式正德三年（1508年）戊辰科會試第三百七名，第三甲第八十一名進士。丁双亲喪，服阕，擔任戶部主事，监收京师草场，改收例银，以廉能见奖。复奉檄监督临清粮厂，后奉命督赋南直隶。

## 家族
曾祖郑琅，贈通議大夫南京户部右侍郎。祖郑恒淑，封检讨累赠南京户部右侍郎。父鄭紀，南京户部尚書進階榮禄大夫。母黄氏，封淑人。具庆下，兄主一，监生；弟主忠，监生。